# Temporada 1992 del Campeonato de España de Rally
La temporada 1992 fue la edición 36.ª del Campeonato de España de Rally. Comenzó el 26 de marzo en el Rally el Corte Inglés y finalizó el 22 de noviembre en el Rally Madrid.

## Calendario
Esta la sería la última temporada con tramos sobre tierra. A partir de 1993 las pruebas serían exclusivamente sobre asfalto.
| N.º | Fecha              | Rally                                | Superficie     | Series |
| --- | ------------------ | ------------------------------------ | -------------- | ------ |
| 1   | 26-28 de marzo     | 16.º Rally El Corte Inglés           | Asfalto        | ERC    |
| 2   | 4-5 de abril       | 14.º Rally Islas Canarias            | Asfalto        |        |
| 3   | 4-5 de mayo        | 14.º Rally Caja Cantabria            | Asfalto        |        |
| 4   | 15-17 de mayo      | 24.º Rally Mediterráneo-Costa Blanca | Asfalto        | ERC    |
| 5   | 6-7 de junio       | 16.º Rally Villa de Llanes           | Asfalto        |        |
| 6   | 4-5 de julio       | 24.º Rally Osona                     | Asfalto        |        |
| 7   | 25-26 de julio     | 14.º Rally de San Froilán            | Asfalto        |        |
| 8   | 22-23 de agosto    | 6.º Rally de La Cerámica             | Asfalto        |        |
| 9   | 16-20 de octubre   | 29.º Rally Príncipe de Asturias      | Asfalto        | ERC    |
| 10  | 17-18 de octubre   | 25.º Rally de Ourense                | Asfalto        |        |
| 11  | 9-11 de noviembre  | 28.º Rally Cataluña-Costa Brava      | Asfalto/tierra | WRC    |
| 12  | 21-22 de noviembre | 9.º Rally de Madrid                  | Asfalto        | ERC    |

## Equipos
| Equipo                  | Vehículo                    | Piloto               | Copiloto           | Rondas            |
| Equipos oficiales       | Equipos oficiales           | Equipos oficiales    | Equipos oficiales  | Equipos oficiales |
| ----------------------- | --------------------------- | -------------------- | ------------------ | ----------------- |
| Opel Team España        | Opel Corsa A GSi            | Luis Climent         | José Antonio Muñoz | 3-5, 7-12         |
| Opel Team España        | Opel Corsa A GSi            | Iñigo Lilly          | Mario Saguillo     | 3-5, 7-12         |
| Equipos privados        |                             |                      |                    |                   |
| Mauro Rally Tuning      | Lancia Delta HF Integrale   | Jesús Puras          | José Arrarte       | 3-6, 9            |
| Mauro Rally Tuning      | Lancia Delta HF Integrale   | Jesús Puras          | Álex Romaní        | 10-12             |
| Escudería Telde         | Lancia Delta HF Integrale   | Luis Monzón          | Gaspar León        | 1-4, 6, 8-10, 12  |
| José María Ponce        | BMW M3 E30                  | José María Ponce     | José Carlos Déniz  | 1-2, 4, 6-7, 9-12 |
| Ralliart Islas Canarias | Mitusbishi Galant VR-4      | Ricardo Avero        | Nazer Ghuneim      | 1-2, 4, 6-9       |
| Cimauto Sport           | Renault Clio 16V            | Francisco Cima       | Jacinto Martínez   | 3-5, 7-10, 12     |
| Gamace MC Competición   | Peugeot 309 GTI 16          | Oriol Gómez          | Marc Martí         | 1, 2-4, 6-10      |
| Daniel Alonso           | Ford Sierra Cosworth        | Daniel Alonso        | Salvador Belzunces | 3, 5, 8-10, 12    |
| Racing Club Oviñana     | Ford Sierra Cosworth 4-door | Juan Carlos Otamendi | Manuel A. Colado   | 3, 5, 7, 9        |

## Resultados

### Campeonato de pilotos
- En las pruebas El Corte Inglés, Mediterráneo, Príncipe de Asturias, Cataluña y Madrid solo se reflejan los resultados relativos al campeonato de España.

| Pos. | Piloto               | ECI | ICA | CAN | MED | LLA | OSO | LUG | CER | PRI | OUR | CAT | MAD | Puntos |
| ---- | -------------------- | --- | --- | --- | --- | --- | --- | --- | --- | --- | --- | --- | --- | ------ |
| 1.   | Jesús Puras          |     |     | 2   | 1   | 1   | 1   |     |     | Ret | 1   | 2   | 1   | 1.014  |
| 2.   | Luis Monzón          | Ret | 2   | 1   | 2   |     | Ret |     | 1   | 2   | Ret |     | 2   | 959    |
| 3.   | José María Ponce     | 1   | 3   |     | 3   |     | 3   | 2   |     | 3   | 2   | Ret | 3   | 957    |
| 4.   | Ricardo Avero        | 2   | 1   |     | Ret |     | 2   | 1   | 2   | Ret |     |     |     | 810    |
| 5.   | Luis Climent         |     |     | Ret | 6   | 2   |     | 3   | 5   | Ret | 3   | 5   | 6   | 720    |
| 6.   | Francisco Cima       |     |     | Ret | 4   | 3   |     | 7   | 4   | Ret | Ret |     | 4   | 668    |
| 7.   | Oriol Gómez          | 6   |     | ?   | 8   | 4   |     | 10  | 7   | 5   | Ret | 10  |     | 621    |
| 8.   | Iñigo Lilly          |     |     | 4   | 7   | Ret |     | 11  | 9   | Ret | Ret | 6   | 7   | 520    |
| 9.   | Daniel Alonso        |     |     | Ret |     | Ret |     |     | 3   | 4   | Ret |     | 5   | 482    |
| 10.  | Juan Carlos Otamendi |     |     | 3   |     | Ret |     | 6   |     | 6   |     |     |     | 384    |

### Campeonato de marcas
| Pos. | Marca          | Puntos |
| ---- | -------------- | ------ |
| 1.   | Peugeot        | 1.176  |
| 2.   | Renault        | 630    |
| 3.   | Ford           | 497    |
| 4.   | General Motors | 483    |
| 5.   | SEAT           | 267    |

### Campeonato de copilotos
| Pos. | Piloto             | Puntos |
| ---- | ------------------ | ------ |
| 1.   | Gaspar León        | 959    |
| 2.   | José Carlos Déniz  | 957    |
| 3.   | Nazer Ghuneim      | 810    |
| 4.   | José Arrarte       | 758    |
| 5.   | José Antonio Muñoz | 720    |
| 6.   | Marc Martí         | 621    |
| 7.   | Jacinto Martínez   | 584    |
| 8.   | Mario Saguillo     | 520    |
| 9.   | Salvador Belzunces | 482    |
| 10.  | Manuel A. Colado   | 384    |

### Grupo N
| Pos. | Piloto         | Puntos |
| ---- | -------------- | ------ |
| 1.   | Oriol Gómez    | 984    |
| 2.   | David Guixeras | 726    |
| 3.   | Daniel Alonso  | 704    |
| 4.   | Jaime Azcona   | 691    |
| 5.   | Sergio Vallejo | 624    |

### Copa Nacional Renault de rallyes
| Pos. | Piloto              | Puntos |
| ---- | ------------------- | ------ |
| 1.   | Javier Azcona       | 760    |
| 2.   | Fernando González   | 643    |
| 3.   | Alfonso Loza        | 508    |
| 4.   | Javier Ciprés       | 478    |
| 5.   | Gonzalo Arche       | 437    |
| 6.   | Joaquín Gómez       | 422    |
| 7.   | Miguel Ángel Fuster | 404    |
| 8.   | Julián Córdoba      | 110    |
| 9.   | Félix Maroto        | 109    |
| 10.  | Emilio Segura       | 107    |

### Desafío Peugeot
| Pos. | Piloto           | Puntos |
| ---- | ---------------- | ------ |
| 1.   | Oriol Gómez      | 516    |
| 2.   | Jaime Azcona     | 493    |
| 3.   | David Guixeras   | 303    |
| 4.   | Francesc Juliá   | 278    |
| 5.   | Sergio Vallejo   | 268,5  |
| 6.   | José Piñón       | 145,5  |
| 7.   | Metodio Ferradas | 126    |
| 8.   | Ricardo González | 123    |
| 9.   | J. Serracanta    | 102    |
| 10.  | Sergio S. García | 102    |